# Inxent
Inxent és un municipi francès situat al departament del Pas de Calais i a la regió dels Alts de França. L'any 2007 tenia 155 habitants.

## Demografia

### Població
El 2007 la població de fet d'Inxent era de 155 persones. Hi havia 64 famílies de les quals 20 eren unipersonals (4 homes vivint sols i 16 dones vivint soles), 24 parelles sense fills i 20 parelles amb fills.
La població ha evolucionat segons el següent gràfic:
Habitants censats

### Habitatges
El 2007 hi havia 103 habitatges, 68 eren l'habitatge principal de la família, 28 eren segones residències i 7 estaven desocupats. Tots els 100 habitatges eren cases. Dels 68 habitatges principals, 58 estaven ocupats pels seus propietaris, 7 estaven llogats i ocupats pels llogaters i 3 estaven cedits a títol gratuït; 1 tenia una cambra, 2 en tenien dues, 4 en tenien tres, 17 en tenien quatre i 44 en tenien cinc o més. 34 habitatges disposaven pel capbaix d'una plaça de pàrquing. A 30 habitatges hi havia un automòbil i a 29 n'hi havia dos o més.

### Piràmide de població
La piràmide de població per edats i sexe el 2009 era:
| Homes | Edats   | Dones |
| ----- | ------- | ----- |
| 0     | 95 o +  | 0     |
| 0     | 90 a 94 | 8     |
| 4     | 85 a 89 | 0     |
| 0     | 80 a 84 | 0     |
| 0     | 75 a 79 | 4     |
| 0     | 70 a 74 | 0     |
| 4     | 65 a 69 | 4     |
| 12    | 60 a 64 | 0     |
| 4     | 55 a 59 | 12    |
| 8     | 50 a 54 | 4     |
| 4     | 45 a 49 | 12    |
| 12    | 40 a 44 | 8     |
| 4     | 35 a 39 | 12    |
| 0     | 30 a 34 | 0     |
| 0     | 25 a 29 | 0     |
| 0     | 20 a 24 | 0     |
| 4     | 15 a 19 | 4     |
| 8     | 10 a 14 | 16    |
| 8     | 5 a 9   | 0     |
| 0     | 0 a 4   | 0     |

## Economia
El 2007 la població en edat de treballar era de 101 persones, 66 eren actives i 35 eren inactives. De les 66 persones actives 60 estaven ocupades (30 homes i 30 dones) i 8 estaven aturades (6 homes i 2 dones). De les 35 persones inactives 13 estaven jubilades, 11 estaven estudiant i 11 estaven classificades com a «altres inactius».

### Ingressos
El 2009 a Inxent hi havia 73 unitats fiscals que integraven 180 persones, la mediana anual d'ingressos fiscals per persona era de 18.707,5 €.

### Activitats econòmiques
Dels 5 establiments que hi havia el 2007, 1 era d'una empresa de construcció, 2 d'empreses de comerç i reparació d'automòbils, 1 d'una empresa d'hostatgeria i restauració i 1 d'una entitat de l'administració pública.
Dels 3 establiments de servei als particulars que hi havia el 2009, 1 era un taller de reparació d'automòbils i de material agrícola, 1 electricista i 1 restaurant.
L'any 2000 a Inxent hi havia 8 explotacions agrícoles que ocupaven un total de 252 hectàrees.

## Equipaments sanitaris i escolars
El 2009 hi havia una escola elemental integrada dins d'un grup escolar amb les comunes properes formant una escola dispersa.

## Poblacions més properes
El següent diagrama mostra les poblacions més properes.